# منطقة مات
منطقة مات (بالألبانية: Rrethi i Matit) هي واحدة من ستة وثلاثين منطقة تقع في ألبانيا، والتي تفككت في سنة 2000، وهي الآن جزء من مقاطعة ديبر، وحسب تقديرات 2010 هناك 48,803 نسمة وتقع على مساحة كلية من 1,029 كيلومتر مربع، وعاصمتها بوريل.